# Avril 1939

## Événements
- Syrie : les radicaux prennent le contrôle du Bloc national. Les nationalistes, divisés, quittent le gouvernement et le Bloc national s’effondre. Puaux suggère le retour aux divisions territoriales de la Syrie sous un régime monarchique. Abdelaziz Ibn Sa'ud est pressenti.

- 1er avril :
  - La radio franquiste annonce officiellement la victoire. Début de la dictature franquiste à la suite de l'offensive finale de la guerre d'Espagne menée par les nationalistes (fin en 1975). Les États-Unis reconnaissent de jure le gouvernement nationaliste.
  - Lancement, à Wilhemshaven par Hitler de l'amiral Von Tirpitz, le plus grand cuirassé à flot d'Europe et le plus grand navire de guerre de la Kriegsmarine;
  - premier vol du Messerschmitt Me 209;
  - premier vol du chasseur japonais Mitsubishi A6M Zero.

- 2 avril :
  - élections en Belgique : défaite du rexisme.
  - Grand Prix de Pau.

- 3 avril : Chamberlain annonce que la Grande-Bretagne s’opposera par la force à toute nouvelle conquête territoriale de l’Allemagne.

- 4 avril : le roi d'Irak Ghazi Ier meurt dans un accident de voiture. L’opinion pense à un assassinat déguisé et soupçonne le Royaume-Uni. La foule s’en prend aux intérêts britanniques et le consul anglais à Mossoul trouve la mort lors d’une émeute. Le Premier ministre Nuri as-Said impose comme régent Abdul Illah, âgé de 26 ans et fils de Ali, dernier roi du Hedjaz avant Abdelaziz Ibn Sa'ud. Le frère de Faysal, Zayd, est écarté. Sous la pression populaire, Nuri as-Said engage l’Irak en faveur de la cause arabe Palestinienne, tout en menant des négociations infructueuses avec les sionistes.

- 5 avril :
  - Albert Lebrun réélu président de la République française.
  - La Cour suprême du Canada décide que les Inuit sont une compétence fédérale.

- 6 avril : la Pologne signe un pacte d’assistance militaire avec la Grande-Bretagne.

- 7 avril : Benito Mussolini occupe l'Albanie.

- 8 avril : premier vol du chasseur Bloch MB.153.

- 11 avril : la Hongrie quitte la SDN.

- 13 avril : Arthur Neville Chamberlain donne la garantie britannique à la Grèce.

- 14 avril :
  - Création de l’École Technique Supérieure de Bamako[1].
  - Le Royaume-Uni et la France garantissent l’intégrité territoriale de la Roumanie.

- 17 avril : garantie française à la Pologne.

- 18 avril :
  - Batman fait ses débuts dans les pages du numéro 27 de Detective Comics.
  - L’Union soviétique propose à la France et à la Grande-Bretagne un pacte militaire et politique d’assistance mutuelle. Londres rejettera la proposition le 7 mai.

- 20 avril : le 50e anniversaire de Hitler, est l'occasion d'une immense parade militaire à Berlin qui durera plus de 3 heures. Les Waffen SS sont en tête, suivis de la Luftwaffe, des Panzers, l’artillerie lourde, les nouveaux canons d'assaut… [2]

- 26 avril :
  - L'aviateur allemand Fritz Wendel bat le record de vitesse sur base en avion avec un Messerschmitt Me 209 VI remotorisé: 755,138 km/h, à Augsbourg, améliorant la performance du dernier recordman en date, Hans Dieterle, de 8,528 kilomètres[3].
  - Le service militaire de six mois est établi au Royaume-Uni.

- 28 avril :
  - Adolf Hitler dénonce l'accord naval germano-britannique et l'accord germano-polonais.
  - Un équipage d'aviateurs soviétique relie Moscou au Nouveau-Brunswick, soit 8 000 km en 22 heures et 56 minutes.

- 29 avril : le gouvernement du Chili forme la Corporation d’aide à la production (CORFO, Corporación de Fomento de la Producción) chargée d’améliorer les infrastructures (transports, électricité) et de créer une industrie sidérurgique.

- 30 avril :
  - Ouverture de l'exposition universelle de New York.
  - Allemagne : loi sur les "conditions de locations aux Juifs". La plupart des Juifs doivent déménager et se regrouper dans des "maisons de Juifs"[4].

## Naissances
- 3 avril : François de Roubaix, musicien français.
- 7 avril : Francis Ford Coppola, producteur, scénariste et réalisateur américain.
- 12 avril : Johnny Raper, joueur australien de rugby à XIII († 9 février 2022).
- 13 avril : Paul Sorvino, acteur et cinéaste américain († 25 juillet 2022).
- 14 avril : Ian Binnie, juge de la Cour suprême du Canada.
- 15 avril : Claudia Cardinale, actrice italienne.
- 16 avril :
  - Marcel Saint-Germain, humoriste canadien († 27 décembre 2007).
  - Dusty Springfield, chanteuse britannique († 2 mars 1999).
- 19 avril : Ali Khamenei, homme d’état iranien et président (1981-1989) puis guide de la Révolution de la république islamique d’Iran depuis 1989.
- 20 avril :
  - Dominique Bonnet, évêque catholique français, spiritain et évêque de Mouila (Gabon).
  - Gro Harlem Brundtland, femme politique norvégienne, premier ministre de Norvège.
  - Joe Camp, cinéaste américain († 15 mars 2024).
- 22 avril : 
  - Jean Diébold, homme politique français († 30 août 2007).
  - Juan Guzmán Tapia, Avocat, juge, défenseur des droits de l'homme et écrivain chilien († 22 janvier 2021).
- 23 avril : Lee Majors, acteur, producteur américain.
- 24 avril : 
  - Daniel Hays, sénateur canadien.
  - Gaston Ouassénan Koné, homme politique ivoirien († 8 août 2023).
- 25 avril : Tarcisio Burgnich, footballeur italien († 26 mai 2021).
- 27 avril :
  - Stanislas Dziwisz, cardinal polonais, archevêque de Cracovie.
  - Erik Pevernagie, peintre belge.

## Décès
- 21 avril : Jules Viard, archiviste paléographe français (° 15 août 1862).
- 25 avril : 
  - Albert Larroquette, enseignant, historien et géographe (° 6 décembre 1869).
  - Georges Ricard-Cordingley, peintre français (° 30 janvier 1873).